# 분청사기 전라도명 항아리
분청사기 전라도명 항아리는 광주광역시 북구 용봉동, 광주광역시립민속박물관에 있는 조선시대의 분청사기이다. 1998년 2월 12일 광주광역시의 문화재자료 제23호로 지정되었다.

## 개요
분청사기란 회색 또는 회흑색의 바탕 흙 위에 정선된 백토로 표면을 분장한 뒤에 유약을 씌워 구운 조선 전기의 도자기이다.
높이 43.4cm, 아가리 지름 16.0cm로, 조선시대 즐겨 만들었던 분청사기 항아리의 대표적인 형태이다.
밖으로 살짝 벌어진 아가리 가장자리와 곧고 짧은 목 언저리를 가졌으며, 어깨가 팽창되고 몸체가 긴 편이다.
특히 몸체에 새겨진 ‘全ㅅ道’라는 글로 미루어, 충효동 가마가 있는 전라도 지방이 조화·박지 분청사기의 산지였다는 것을 알 수 있다.

## 참고 자료
- 분청사기전라 - 국가유산청 국가유산포털